# Piotr Pandura
Piotr Pandura (ur. 15 lutego 1995 w Tarnobrzegu) – polski koszykarz grający na pozycji rzucającego obrońcy lub niskiego skrzydłowego, obecnie zawodnik Hague Royals. 
Wychowanek Siarki Tarnobrzeg, w której gra od 2012 roku. Rozegrał ponad 30 meczów w Polskiej Lidze Koszykówki. Reprezentant Polski do lat 16 i uczestnik mistrzostw Europy w tej kategorii wiekowej.
Obecnie zawodnik drużyny The Hague Royals, która rozgrywa swoje mecze na najwyższym szczeblu rozgrywek w Holandii.

## Życiorys

### Kariera klubowa
Pandura jest wychowankiem Siarki Tarnobrzeg. W seniorskich rozgrywkach ligowych na poziomie centralnym zadebiutował w sezonie 2011/2012, gdy w barwach drużyny SMS PZKosz Władysławowo wystąpił w 2 spotkaniach II ligi, w których zdobył łącznie 11 punktów. Od kolejnych rozgrywek (2012/2013) występuje w grającej w najwyższej klasie rozgrywkowej Siarce (w latach 2012–2015 Jeziorze) Tarnobrzeg. W debiutanckim sezonie na tym poziomie zagrał w 3 meczach, w których nie zdobył punktu. W kolejnych rozgrywkach (2013/2014) zagrał w 10 spotkaniach, w których zdobył łącznie 5 punktów, a w sezonie 2014/2015 wystąpił w 15 meczach ligowych, w których zdobył w sumie 2 punkty. W sezonie 2015/2016, oprócz gry w drużynie z Tarnobrzega, dzięki umowie o współpracy między Siarką a klubem z Przemyśla, występuje także w II lidze w drużynie MCS Daniel Gimbaskets2 Przemyśl.

### Kariera reprezentacyjna
W 2011 roku został powołany do reprezentacji Polski do lat 16, z którą wystąpił w mistrzostwach Europy w tej kategorii wiekowej w dywizji A, gdzie rozegrał 6 spotkań, w których zdobywał przeciętnie po 1,7 punktu, 1,2 zbiórki i 0,7 asysty na mecz.